# Capoterra
Capoterra (Cabuderra in sardo) è un comune italiano di 23 011 abitanti della città metropolitana di Cagliari in Sardegna.

## Geografia fisica

### Territorio

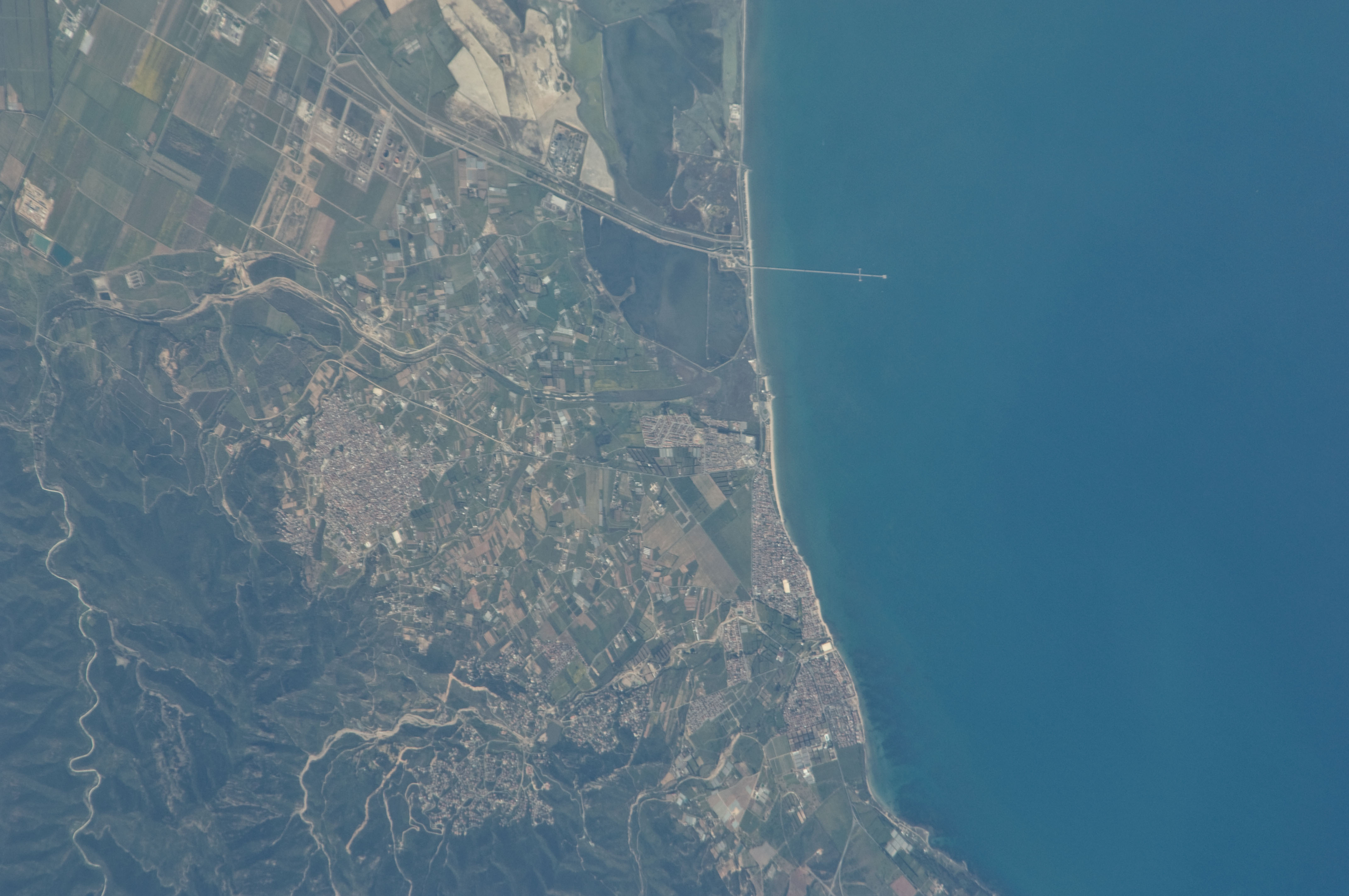
Vista satellitare del territorio di Capoterra

Dalle colline più alte della fascia montana che fa da corona alla zona pianeggiante del braccio occidentale del Golfo degli Angeli, si estende il territorio che prende il nome di Capoterra.
L'abitato di Capoterra dista circa 17 km da Cagliari.

## Storia

### L'antico paese andato distrutto
Capoterra ospita insediamenti umani da tempi lontanissimi. All'epoca prenuragica risale l'officina litica e le capanne circolari di cui restano ancora delle tracce, della zona di Cuccuru Ibba in prossimità dell'inceneritore di Macchiareddu-Grogastu, all'interno della laguna di Santa Gilla. Altri ruderi di epoca nuragica sono stati ritrovati nelle colline attorno a Baccutinghinu, dove si trova il Nuraghe di Monti Arrubiu. Altre strutture facenti pensare all'antica dislocazione di nuraghi si trovano nelle zone di Is Antiogus e Is Cuccureddus.
All'epoca punica (V e IV secolo a.C.) risale l'insediamento scoperto nella zona di Su Loi. Sono altresì da segnalare gli insediamenti funerari rinvenuti in località Sant'Antonio.
L'antico nome della regione, Cabuterra, deriva certamente dal latino Caput terrae, quindi risalente all'epoca romana. Nel periodo romano l'insediamento era localizzato non distante dalla zona litoranea e in prossimità dello stagno. I ritrovamenti fanno pensare che l'abitato sorgesse in località Tanca sa Canna.
La Caput terrae romana è da alcuni studiosi considerata un oppidum.
In epoca giudicale Capoterra divenne una villa della Curatoria di Nora. Nel 1107 Caput Terrae venne donata, insieme ad altri territori, dal giudice Torchitorio alla Chiesa di San Lorenzo di Genova. Nel 1120 Caput terrae ritornerà a far parte del Giudicato di Cagliari.
Dopo la capitolazione di Santa Igia, la curatoria di Nora passò sotto il controllo dei Della Gherardesca. Nel 1288 i pisani, dopo la sconfitta navale della Meloria, firmarono la pace con Genova, ma non la rispettarono, fatto che costrinse i Genovesi a reagire con azioni violente, fra le quali una di queste interessò anche la zona di Capoterra.
In seguito il territorio e il villaggio di Capoterra passarono, per motivi di matrimonio, sotto il controllo di Mariano II di Arborea.
Durante la conquista aragonese della Sardegna i pisani scelsero il litorale di Capoterra per un massiccio sbarco di truppe contro l'offensiva militare dell'infante Alfonso.
Il 26 febbraio 1324 gli oltre 1200 cavalieri sbarcati nel porto di Maddalena ingaggiarono una cruenta battaglia con gli eserciti dell'infante Alfonso nella zona di Lutocisterna. Ma i pisani subirono una dura sconfitta.
In seguito ai contrasti tra il re d'Aragona e di Sardegna Pietro IV e il giudice arborense Mariano IV d'Arborea, intorno all'anno 1353 Capoterra fu incendiata e distrutta dagli uomini del capitano aragonese Berengario Carroz.
Il villaggio rimarrà disabitato per oltre tre secoli.

### Il ripopolamento e Villa Sant'Efisio
Il territorio disabitato di Capoterra fu ripopolato dal barone Girolamo Torrelas nel 1655. Il periodo non era certo favorevolissimo a causa di un'epidemia di peste che in quegli anni imperversava in Sardegna. Il primo nucleo di case fu chiamato Villa Sant'Efisio in onore al Santo per il quale si era riacceso un particolare interesse nell'isola.
Poco si sa dei primi abitanti del nuovo centro Villa S. Efisio.
Si dice che il paese fondato da Torrelas era inizialmente abitato dai servi e dai familiari dello stesso barone. In breve crebbe e si ingrossò di profughi degli altri paesi, specie dal Logudoro e dalla Gallura. Molti storici sostengono infatti che i primi abitanti di Capoterra provenivano dalla Sardegna settentrionale su invito di don Girolamo d'Aragal e Cervellon, che concesse loro delle "buone condizioni" per sfuggire alle "vendette" che piagavano l'isola.
(Vittorio Angius, XIX secolo, Dizionario Angius-Casalis)
Capoterra divenne presto un rifugio per chi aveva pendenze con la giustizia minore e intendeva iniziare una nuova esistenza. Probabilmente i primi abitanti erano abili nell'uso delle armi e pronti a difendersi dagli attacchi dei corsari Mori.

### Simboli
Lo stemma e il gonfalone del comune di Capoterra sono stati concessi con decreto del presidente della Repubblica del 13 maggio 1999.
Il gonfalone municipale è costituito da un drappo partito di rosso e di bianco.

## Monumenti e luoghi d'interesse

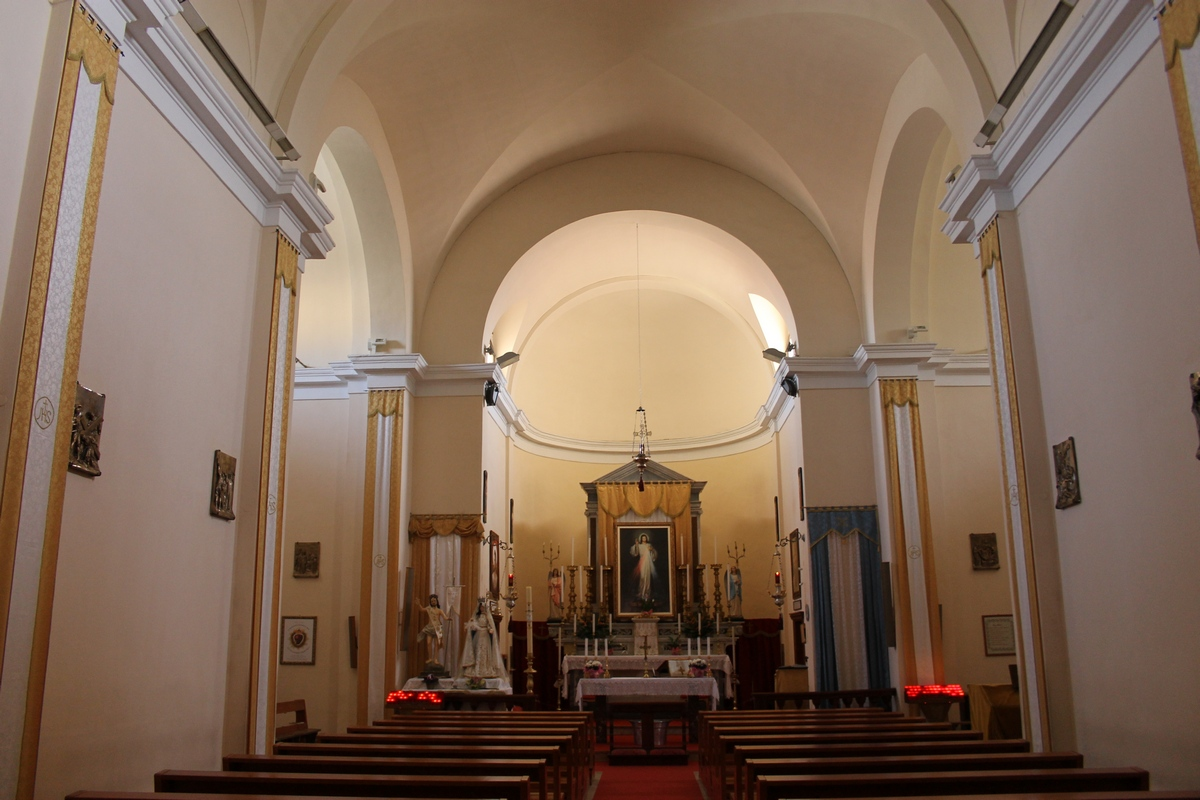
Chiesa di Sant'Efisio, interno

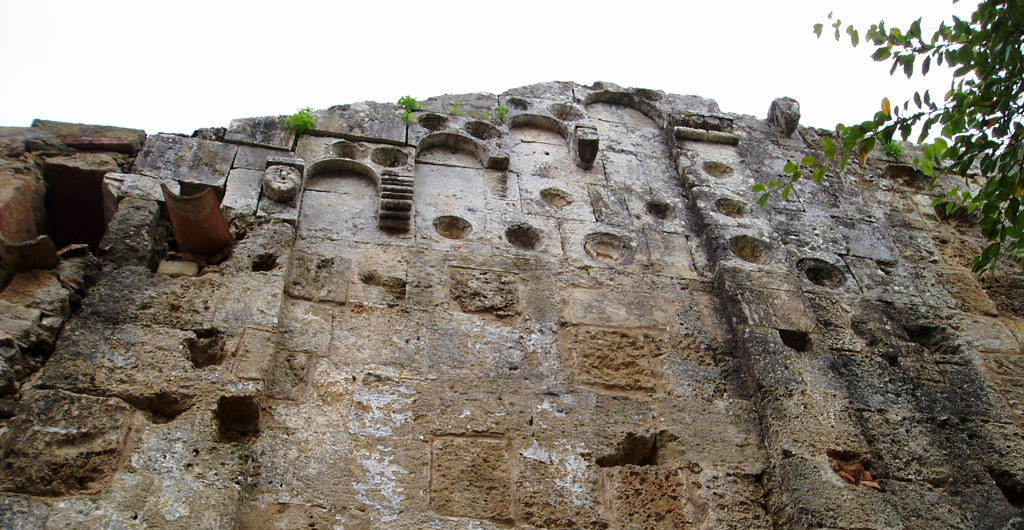
Santa Barbara de Montes

### Architetture religiose
Importanti nella sua storia e tradizione, sono le chiese di Sant'Efisio (patrono del paese - 15 gennaio), Santa Barbara de Montes e San Gerolamo.
Le ultime due, situate nei pressi del paese, sono una delle mete della manifestazione "Monumenti Aperti".

### Architetture militari
- Torre Su Loi
- Complesso difensivo militare della II guerra mondiale con batterie e camminamenti sotterranei in località Poggio dei Pini

## Società

### Evoluzione demografica
Abitanti censiti

### Etnie e minoranze straniere
Al 31 dicembre 2019 la popolazione straniera ammontava a 688 unità pari al 2,9% circa della popolazione totale. Le nazionalità principali erano:
- Nigeria 71
- Romania 68
- Marocco 47

### Lingue e dialetti
La variante del sardo parlata a Capoterra è il campidanese comune.

## Economia
Situato tra mare (a sud il lido di Maddalena Spiaggia), montagna e laguna (stagno di Santa Gilla), è stato storicamente un paese agricolo e pastorale mentre oggi si basa principalmente sul settore secondario e terziario. Notevole, è la sua crescita demografica nel secondo dopoguerra.
Capoterra sorge tra due poli industriali, la zona industriale di Capoterra-Assemini e del villaggio Moratti che hanno garantito lavoro ai cittadini capoterresi.

## Amministrazione
| Periodo          | Periodo         | Primo cittadino  | Partito | Carica  | Note   |
| ---------------- | --------------- | ---------------- | --- | ------- | ------ |
| 16 novembre 1997 | 13 maggio 2001  | Efisio Baire     | lista civica, FI, CCD, AN                                                                                        | Sindaco | [ 8 ]  |
| 13 maggio 2001   | 28 maggio 2006  | Giorgio Marongiu | lista civica, DS, PPI, liste civiche di centro-sinistra, I Democratici, PRC                                      | Sindaco | [ 9 ]  |
| 28 maggio 2006   | 15 maggio 2011  | Giorgio Marongiu | DL, DS, Rosa nel Pugno, Popolari UDEUR, PSd'Az, PRC                                                              | Sindaco | [ 10 ] |
| 15 maggio 2011   | 5 giugno 2016   | Francesco Dessì  | PD, lista civica "Per Crescere Insieme", PSI, UDC, SEL, Federazione della Sinistra, Fortza Paris, IdV, RossoMori | Sindaco | [ 11 ] |
| 6 giugno 2016    | 25 ottobre 2021 | Francesco Dessì  | PD, PSI, SEL, PSd'Az, RossoMori, liste civiche "Patto per Capoterra", "Capoterra unita" e "Capoterra da vivere"  | Sindaco | [ 12 ] |
| 25 ottobre 2021  | in carica       | Beniamino Garau  | PSd'AZ, Lega, Sardegna 20Venti, liste civiche "Capoterra Nuova" e "Capoterra Civica"                             | Sindaco | [ 13 ] |

### Gemellaggi
- Peschiera del Garda

## Sport

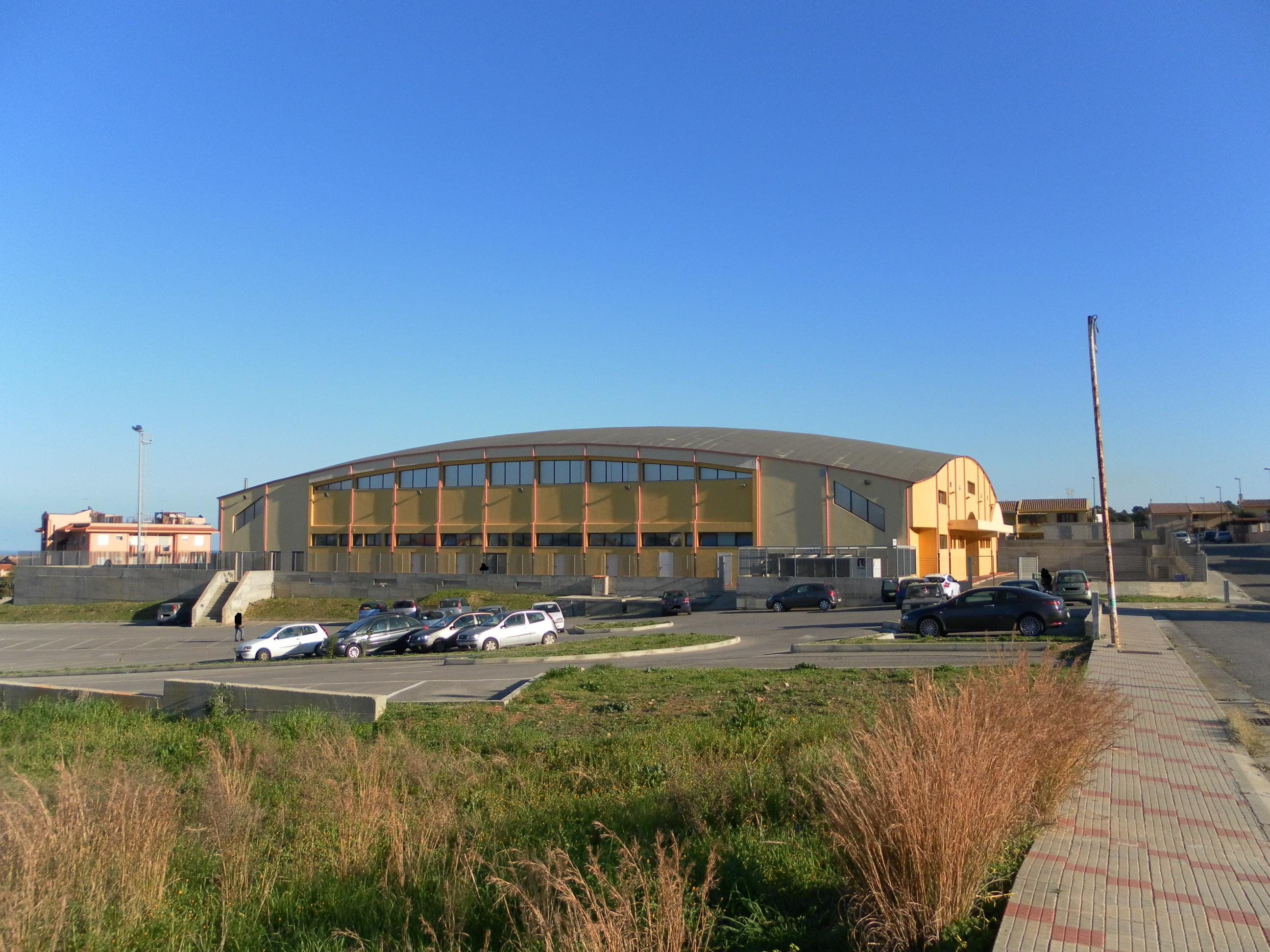
Palazzetto dello sport

### Rugby
Capoterra vanta una tradizione rugbystica di tutto rispetto. La società Amatori Rugby Capoterra milita nel campionato italiano di serie B.

### Calcio
La principale squadra di calcio della città è S.S.C. Capoterra che milita nel girone A sardo di seconda Categoria.

### Karate
Il principale team di karate e di arti marziali è l'A.S.D Jissen-do Karate Capoterra , ha occupato varie volte il podio a livello nazionale.